# Ruplje
Ruplje es una población rural de la municipalidad de Crna Trava, en el distrito de Jablanica, Serbia.

## Superficie
Posee una superficie de 8,599 kilómetros cuadrados.

## Demografía
Hasta 2011 la población era de 5 habitantes, con una densidad de población de 0,5815 habitantes por kilómetro cuadrado.